# کنت بک
کنت بک (به انگلیسی: Kent Beck) مهندس نرم‌افزار و خالق برنامه‌سازی مفرط و یکی از هفده بنیان‌گذار و امضاکننده مانیفستتوسعه نرم‌افزاری چابک است که از مشخصات رسمی سخت برای فرایند توسعه نرم‌افزار می‌باشد. روش‌های اکسترم و مفرط ارتباط نزدیکی با توسعه آزمون‌محور (TDD) دارند، که شاید بک یکی از طرفداران اصلی آن باشد.
بک پیشگام الگوی طراحی نرم‌افزار و همچنین کاربرد تجاری اسمال‌تاک بود. او چارچوب آزمون واحد اس‌یونیت را برای اسمال‌تاک نوشت که مجموعه فریم‌ورک‌های ایکس‌یونیت را ایجاد کرد، به ویژه جی‌یونیت برای جاوا، که بک با اریش گاما نوشت. بک کارت‌های سی‌آر‌سی را با وارد کانینگهام، مخترع ویکی، مورد پسند عامه کرد.
او در سان فرانسیسکو، کالیفرنیا زندگی می‌کند و قبلا در فیس‌بوک کار می‌کرد. در سال ۲۰۱۹، بک به‌عنوان همکار و مربی نرم‌افزار به گاستو پیوست، جایی که تیم‌های مهندسی را در حین ایجاد سیستم‌های حقوق و دستمزد برای مشاغل کوچک مربی می‌کند.
1. ↑  "Kent Beck | NDC Porto 2024". NDC (به انگلیسی). Retrieved 2024-10-16.
2. ↑  «Kent Beck – Keynote Speaker». London Speaker Bureau (به انگلیسی). دریافت‌شده در ۲۰۲۴-۱۰-۱۶.
3. ↑  «Kent Beck's schedule for XP 2018». xp2018.sched.com. دریافت‌شده در ۲۰۲۴-۱۰-۱۸.
4. ↑  «Exploring Uncertainty with Kent Beck».
5. ↑  Chan، Rosalie. «Meet the influential programmer who's helping $3.8 billion Gusto make sure that its software always stays ahead of the times». Business Insider (به انگلیسی). دریافت‌شده در ۲۰۲۴-۱۰-۱۸.